# Binuangan
Binuangan (Bayan ng Binuangan) är en kommun i Filippinerna. Kommunen ligger på ön Mindanao, och tillhör provinsen Misamis Oriental. Folkmängden uppgår till 5 924 invånare.
Binuangan är indelat i 8 barangayer.